# Eurypterida
Gli euripteridi (latino Eurypterida) o gigantostraci, noti anche come scorpioni di mare, sono un gruppo estinto di artropodi merostomi, tipici dei mari e delle acque dolci del Paleozoico.

## Gli "scorpioni di mare"
I più grandi tra gli euripteridi (ad esempio Pterygotus) superavano i due metri di lunghezza, e sono tra gli artropodi di dimensioni maggiori (con la possibile eccezione del “millepiedi” Arthropleura). Le dimensioni di molti euripteridi, comunque, si aggiravano sui 20 centimetri di lunghezza. La maggior parte di questi animali erano predatori di pesci primitivi; probabilmente si originarono nel Cambriano (circa 510 milioni di anni fa), diversificandosi nell'Ordoviciano e nel Siluriano. Si estinsero solo nel Permiano, circa 260 milioni di anni fa. Nonostante siano conosciuti come “scorpioni di mare”, gli euripteridi vissero principalmente in acque dolci (anche se alcune forme primitive abitavano i mari) e non erano affatto scorpioni, nonostante appartenessero al gruppo dei chelicerati. Il più noto tra gli euripteridi è Eurypterus, descritto nel 1825 da James Ellsworth DeKay; lo zoologo riconobbe la natura di artropodo del fossile. Nel 1984 la specie Eurypterus remipes divenne fossile simbolo dello stato di New York.

## Descrizione
Gli euripteridi solitamente possedevano un carapace grande, piatto e semicircolare, seguito da un corpo diviso in dodici segmenti; ognuno di questi segmenti era ricoperto da una placca dorsale nota come tergite e da una placca ventrale denominata sternite. La coda, nota come telson, era generalmente lunga e sottile, terminante in un aculeo; alcune specie potrebbero aver utilizzato il telson acuminato per inoculare veleno nelle vittime, come gli scorpioni attuali. In ogni caso, non vi sono prove certe che gli euripteridi fossero velenosi. Alcuni euripteridi (Slimonia, Pterygotus) possedevano telson allargati e piatti.
La maggior parte degli euripteridi aveva zampe appiattite simili a pagaie, utilizzate per spostarsi nell'acqua. Alcuni studiosi ipotizzano che queste strutture fossero utilizzate anche per scavare. Oltre al paio di pagaie, gli euripteridi possedevano quattro paia di zampe articolate, utilizzate per spostarsi sul fondale, e due grandi appendici artigliate nella parte frontale del capo, note come cheliceri. Le zampe erano dotate di strani “peli”, simili a quelli dei granchi odierni. Altre caratteristiche condivise con gli altri artropodi includono un paio di occhi composti e un altro paio di occhi più piccoli, noti come ocelli, posti in mezzo agli altri due più grandi.
Le zampe di molti euripteridi erano di grosse dimensioni e dovevano permettere loro non solo di strisciare sul fondale marino ma anche di camminare sulla terraferma, in modo simile ai granchi attuali. Studi funzionali suggeriscono che gli euripteridi usavano le sei zampe per spostarsi sulla terra. Alcune specie potrebbero essere state anfibie ed essere state in grado di vivere sulla terraferma almeno per parte del loro ciclo vitale; questi euripteridi potrebbero essere stati capaci di respirare sia nell'acqua che nell'ambiente aereo.

## Dimensioni
Tra i più grandi scorpioni marini vi era Pterygotus, un artropode dalle dimensioni di un coccodrillo. I fossili di questa forma sono relativamente comuni, ma esemplari completi sono rari. Con una lunghezza di poco eccedente i due metri, si ritiene che lo pterigoto sia il più grande artropode mai esistito, insieme al “millepiedi” Arthropleura. Nel 2007 sono stati rinvenuti resti di una chela di 46 centimetri appartenente alla specie Jaekelopterus rhenaniae (specie già descritta nel 1914), ad indicare un euripteride lungo oltre due metri e mezzo.

## Classificazione
Gli euripteridi sono generalmente classificati tra i merostomi, insieme agli attuali limuli. Altre ricerche li porrebbero invece vicino alla linea evolutiva degli aracnidi (Boudreaux, 1979). All'ultimo conteggio gli scienziati elencano circa 300 specie classificate in 22 famiglie. Tra le forme più note, da ricordare Eurypterus, Slimonia, Hughmilleria, Mixopterus, Lepidoderma, Megalograptus, Megarachne, Pterygotus, Carcinosoma, Stylonurus.

## Tracce fossili
In strati del Carbonifero inferiore di East Kirkton (Scozia) è stata rinvenuta una traccia fossile appartenente con tutta probabilità a uno scorpione marino, quasi certamente Hibbertopterus scouleri (i cui resti sono stati rinvenuti nello stesso giacimento): le tracce sono state lasciate da un esemplare lungo almeno un metro e sessanta.
Un artropodo predatore è l'autore delle tracce note come Protichnites, risalenti al Cambriano superiore; questo ritrovamento potrebbe appartenere a un euripteride e sembrerebbe costituire la più antica testimonianza fossile di un animale terrestre.